# Parlement anglais de 1563
Le Parlement de 1563 est le deuxième parlement du règne d'Élisabeth Ire, reine d'Angleterre depuis novembre 1558. La reine proclame en novembre 1562 sa convocation, ce qui entraîne des élections législatives durant la fin de l'année. Ce parlement siège du 12 janvier 1563 au 2 janvier 1567, sur deux sessions.

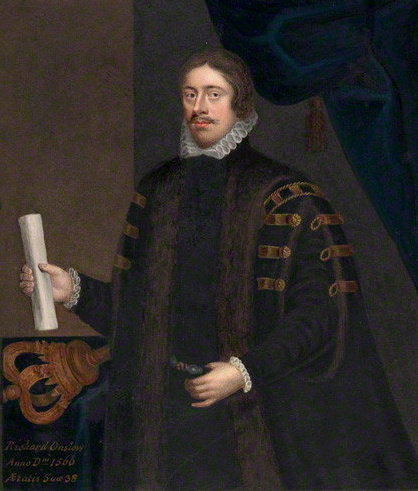
Richard Onslow, président de la Chambre des communes pour la seconde session de ce parlement en 1566.

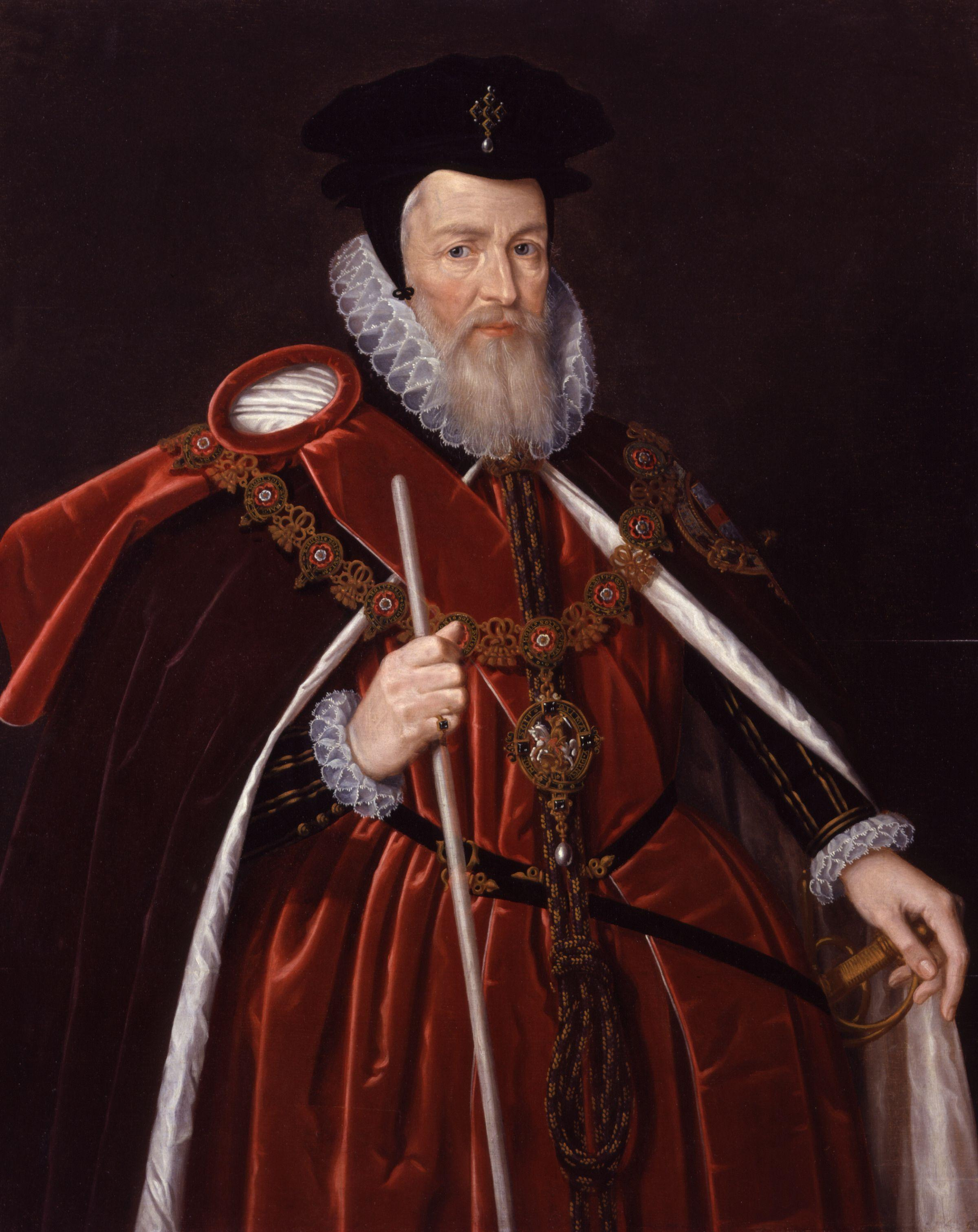
William Cecil, le principal ministre de la reine.

## Composition
La Chambre des lords rassemble la noblesse de la pairie d'Angleterre et les représentants du clergé de l'Église d'Angleterre nouvellement rétablie. La Chambre des communes est composée de représentants des bourgs et des comtés, élus par de riches propriétaires au suffrage censitaire masculin. Environ un tiers des députés élus à ce parlement de 1563 avaient siégé également au parlement précédent en 1559. Sir William Cecil, le principal ministre de la reine, siège comme député du Northamptonshire, et mène les discussions à la Chambre des communes quant aux divers projets de loi que la reine souhaite voir adoptés.

## 1resession (1563)
La cérémonie d'ouverture du Parlement a lieu le 12 janvier 1563. La jeune reine s'adresse aux membres des deux chambres réunies, leur exposant les raisons de leur convocation. Elle souhaite, dit-elle, qu'ils consolident l'ancrage de la foi anglicane dans la société anglaise, à la suite des lois dites du « Règlement élisabéthain » qu'ils ont adoptées en 1559 pour le rétablissement de l'Église anglicane et la règlementation du culte. Elle demande par ailleurs que soit accordé à la Couronne un budget « pour la sûreté de ce royaume », évoquant le coût des mesures prises pour défendre la frontière anglo-écossaise contre des incursions d'Écossais. Enfin, elle enjoint aux lords et aux députés de légiférer peu, vite et bien, afin que la session puisse rapidement être conclue.
Les députés élisent l'avocat et député de l'Exeter Thomas Williams à la présidence de la Chambre des communes. Plutôt que se pencher sur les priorités énoncés par la reine, la Chambre des communes nomme immédiatement une commission parlementaire et la charge de rédiger une pétition demandant à Élisabeth de se marier. La reine a en effet failli succomber à la variole peu de temps avant, alors qu'elle n'a pas d'héritier ; la presser de se marier est donc un enjeu pour la stabilité du régime et du royaume. Cette commission, qui inclut les huit membres du Conseil privé de la reine (donc ses ministres), rédige une pétition qui est adoptée par la Chambre et présentée sans succès à Élisabeth dès le 28 janvier. Le 1er février, la Chambre des lords lui soumet une pétition similaire, la suppliant de prendre des mesures quant à sa succession au cas où « Dieu rappellerait à lui Votre Majesté sans qu'un héritier n'ait été issu de votre corps » - sans plus de succès.
Dans le même temps, Sir William Cecil obtient de la Chambre des communes la mise en place d'une commission parlementaire qui propose, avec succès, le vote d'un budget à accorder à la Couronne. Le gouvernement fait adopter un ensemble de lois « sociales et économiques » :
- une loi (Act For the Relief of the Poor 1563) qui punit d'une amende les personnes qui refuseraient de participer au financement de l'aide paroissiale aux « pauvres méritants », c'est-à-dire aux personnes désireuses de travailler mais trop malades ou trop âgées pour pouvoir le faire ;
- la loi Statute of Artificers 1563 qui régule et restreint les salaires des employés (réponse à la pénurie de main-d'œuvre qui a généré une augmentation des salaires), régule les apprentissages et réserve certaines professions commerciales aux personnes bien nées ;
- la loi Tillage Act 1563 qui interdit l’enclosure des terres arables, et plus précisément leur conversion en pâturages. Cette loi répond à la colère de travailleurs ruraux pauvres exclus des terres de riches propriétaires qui souhaitent les rendre davantage profitables en les convertissant en pâturages[1].

Le Parlement débat de propositions touchant à la pratique de la religion, et accepte -après d'âpres débats dans les deux chambres- la création d'une obligation faite aux députés de prêter serment d'allégeance à la reine en sa qualité spécifiquement de gouverneur suprême de l'Église d'Angleterre. Ils rejettent toutefois plusieurs autres mesures de régulation du culte anglican. La reine suspend le Parlement le 10 avril 1563, sans toutefois le dissoudre. Durant cette même période, une assemblée de l'Église d'Angleterre énonce en 1563 les « Trente-neuf articles » qui précisent la doctrine de l'anglicanisme.

## 2desession (1566)
Le Parlement siège à nouveau à partir du 30 septembre 1566. Thomas Williams étant décédé, la Chambre des communes confie sa présidence à l'avocat Richard Onslow, député de Steyning et récemment nommé Avocat général pour l'Angleterre et le pays de Galles par la reine. Comme le veut la tradition, il prononce un discours arguant contre sa propre élection, et y souligne que sa fonction d'Avocat général (et donc de membre du gouvernement) est incompatible avec l'exercice impartial de la présidence de la Chambre. Il demande et obtient, chose rare, qu'un vote formel ait lieu ; les députés l'élisent par quatre-vingt-deux voix contre soixante-dix.
Une fois de plus, les parlementaires des deux chambres ont pour priorité la pérennisation du régime. La reine, célibataire, est de santé fragile, tandis qu'en Écosse vient de naître James Stuart, héritier du trône d'Écosse. Le député Robert Bell est le principal agitateur qui incite le Parlement à formuler une loi de succession à la Couronne d'Angleterre ; certains de ses pairs proposent que le Parlement devrait refuser d'accorder un budget à la reine tant qu'elle n'aura pas consenti à régler cette question. Des membres des deux chambres se concertent pour décider de la meilleure façon de presser la reine. Élisabeth intervient alors et interdit au Parlement de poursuivre de telles discussions. Pour les rassurer, elle affirme qu'elle compte se marier sans trop tarder. Plusieurs députés, dont notamment le puritain Paul Wentworth, William Lambarde ou encore James Dalton refusent de se taire, faisant valoir le droit des députés à la liberté d'expression. Élisabeth consent à leur reconnaître cette liberté, et obtient en échange le vote de subsides à la Couronne. S'étant avéré peu productive, cette seconde session du parlement est suspendue par la reine le 24 décembre, et le parlement est dissous le 2 janvier 1567. À sa dissolution, le président Richard Onslow agace la reine en prononçant un discours l'appelant une fois de plus à se marier, comme le souhaitent les parlementaires. Exprimant ses convictions puritaines, il ajoute qu'il est du devoir du monarque de débarrasser l'Église de tout cérémonial superflu et « contraire à la parole de Dieu », et ce alors qu'Élisabeth considère que la question de la doctrine de l'Église est déjà réglée. Il rappelle enfin que les prérogatives du souverain, bien qu'importantes, ne lui permettent pas d'« agir selon son bon plaisir » en dehors du cadre de la common law, « fondée sur les lois de Dieu et de la nature ». Ce n'est qu'en 1571 que la reine convoquera un nouveau parlement.